# GM-J-Plattform
Die intern bei General Motors als J-Car oder J-Body bezeichnete Automobilplattform wurde für Fahrzeuge mit selbsttragender Karosserie, quer eingebautem Frontmotor und Vorderradantrieb konzipiert. Diese Plattform wurde ab 1977   entwickelt und ersetzte die GM H-Plattform. Das in Europa bekannteste auf ihr aufgebaute Fahrzeug ist der Opel Ascona C / Vauxhall Cavalier Mk. II. Charakteristisch war bei vielen viertürigen J-Cars der gebogene hintere Rand der hinteren Seitenscheiben.
Die Fahrzeuge wurden sowohl in Europa wie in Nordamerika im Frühjahr/Sommer 1981 eingeführt. Während die J-Plattform in Europa bereits 1988 durch den Opel Vectra A abgelöst wurde, wurden die letzten Vertreter dieser Plattform in Nordamerika, der Chevrolet Cavalier der zweiten Generation und der Pontiac Sunfire, bis 2005 angeboten.

## Auf der J-Plattform basierende Modelle
- Australien: Holden Camira
- Brasilien: Chevrolet Monza, baugleich mit dem Opel Ascona C, zudem ein dreitüriges Fließheck-Coupé.[4]
- Deutschland: Opel Ascona C
- Großbritannien: Vauxhall Cavalier Mk. II, baugleich mit dem Opel Ascona C, zudem ein Kombi, dessen Heck vom Holden Camira stammt.[5]
- Japan: Isuzu Aska
- Südkorea: Daewoo Espero, hat eine J-Car-untypische, bei Bertone entworfene Karosserie.[6]
- USA: Buick Skyhawk, Cadillac Cimarron, Chevrolet Cavalier,  Oldsmobile Firenza, Pontiac 2000, Pontiac Sunbird

## Galerie

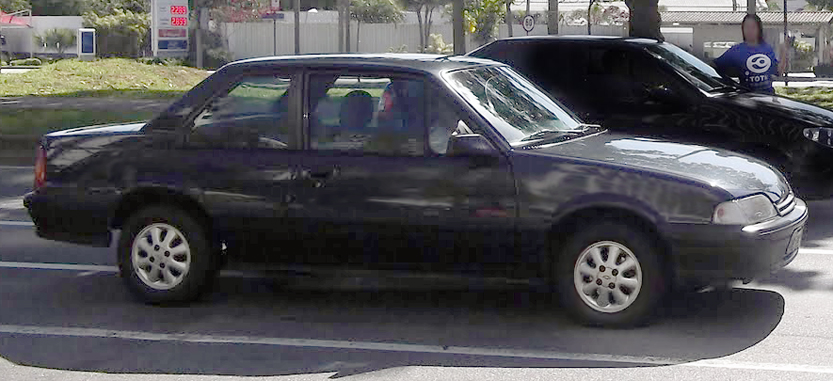
Chevrolet Monza
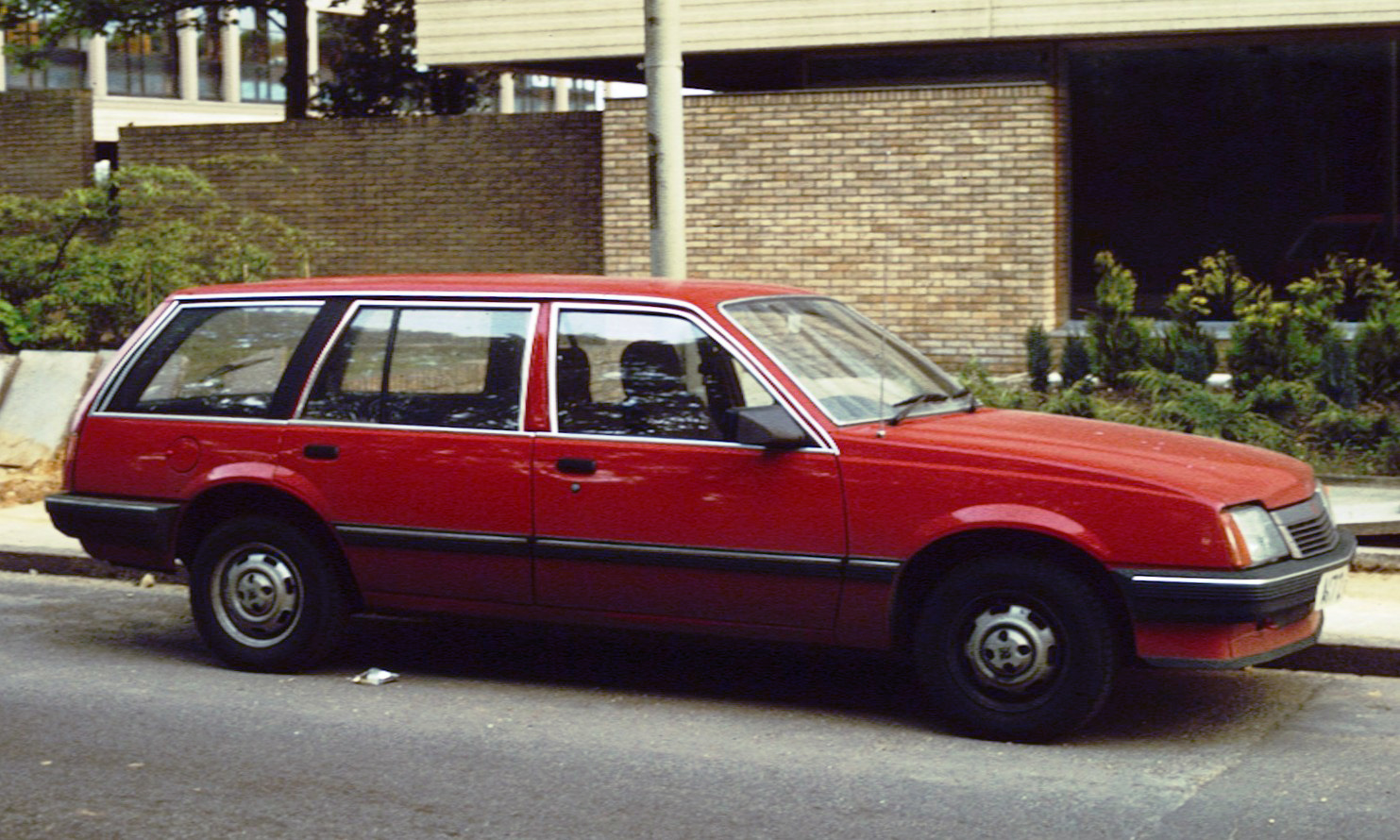
Vauxhall Cavalier Mk. II
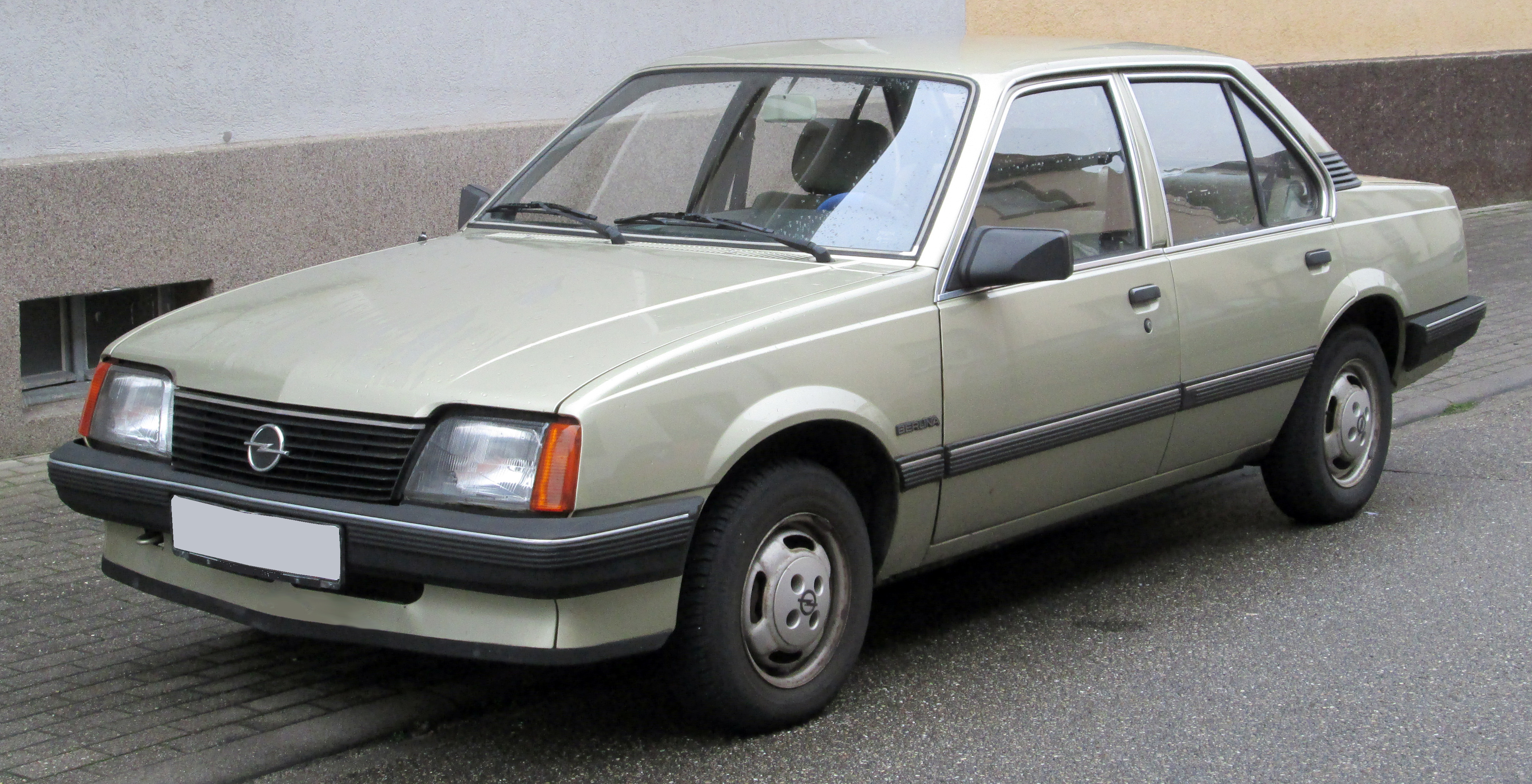
Opel Ascona C
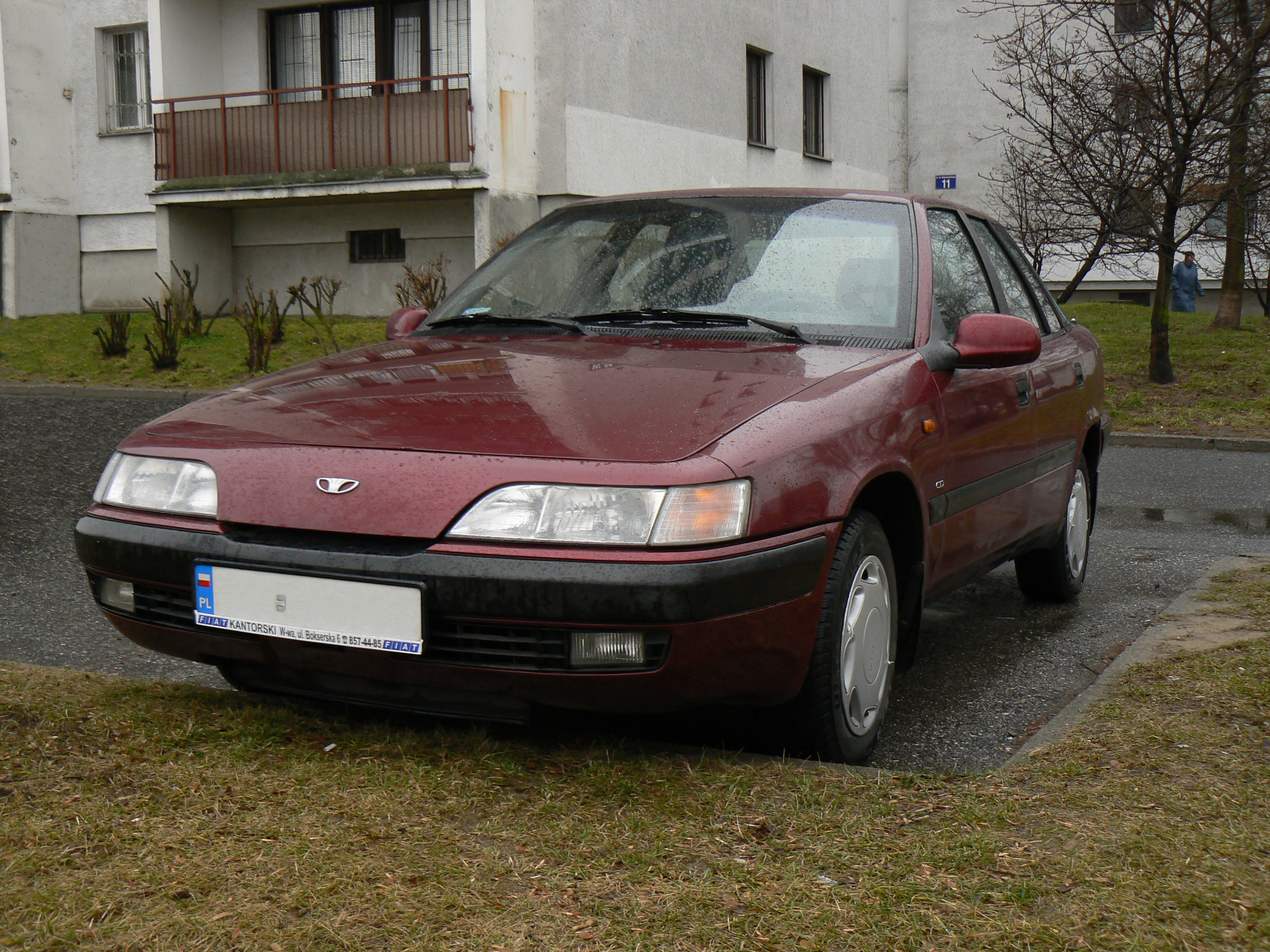
Daewoo Espero
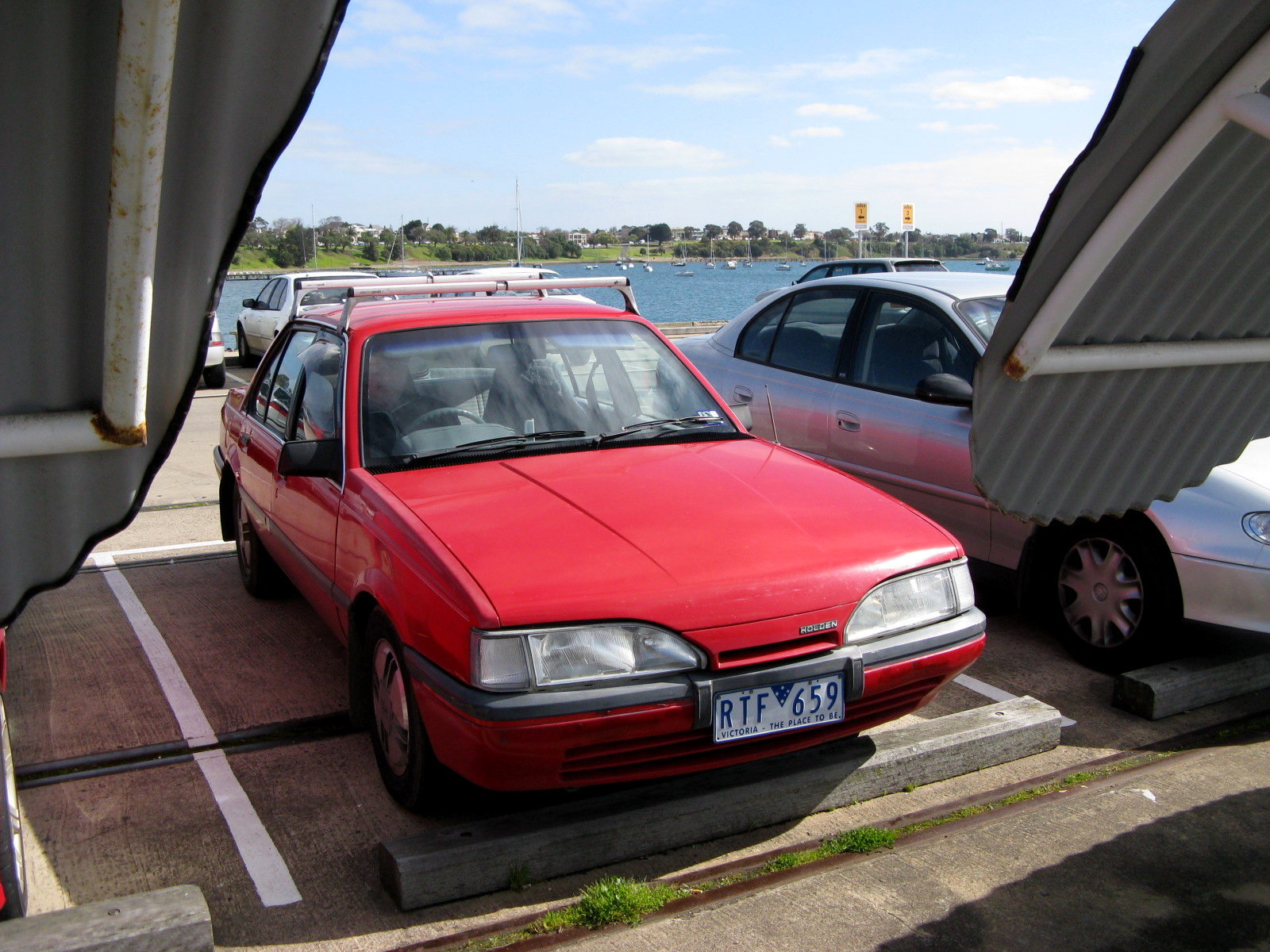
Holden Camira
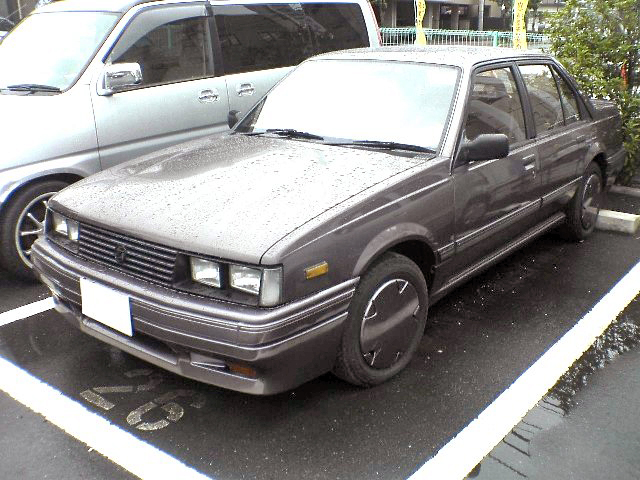
Isuzu Aska
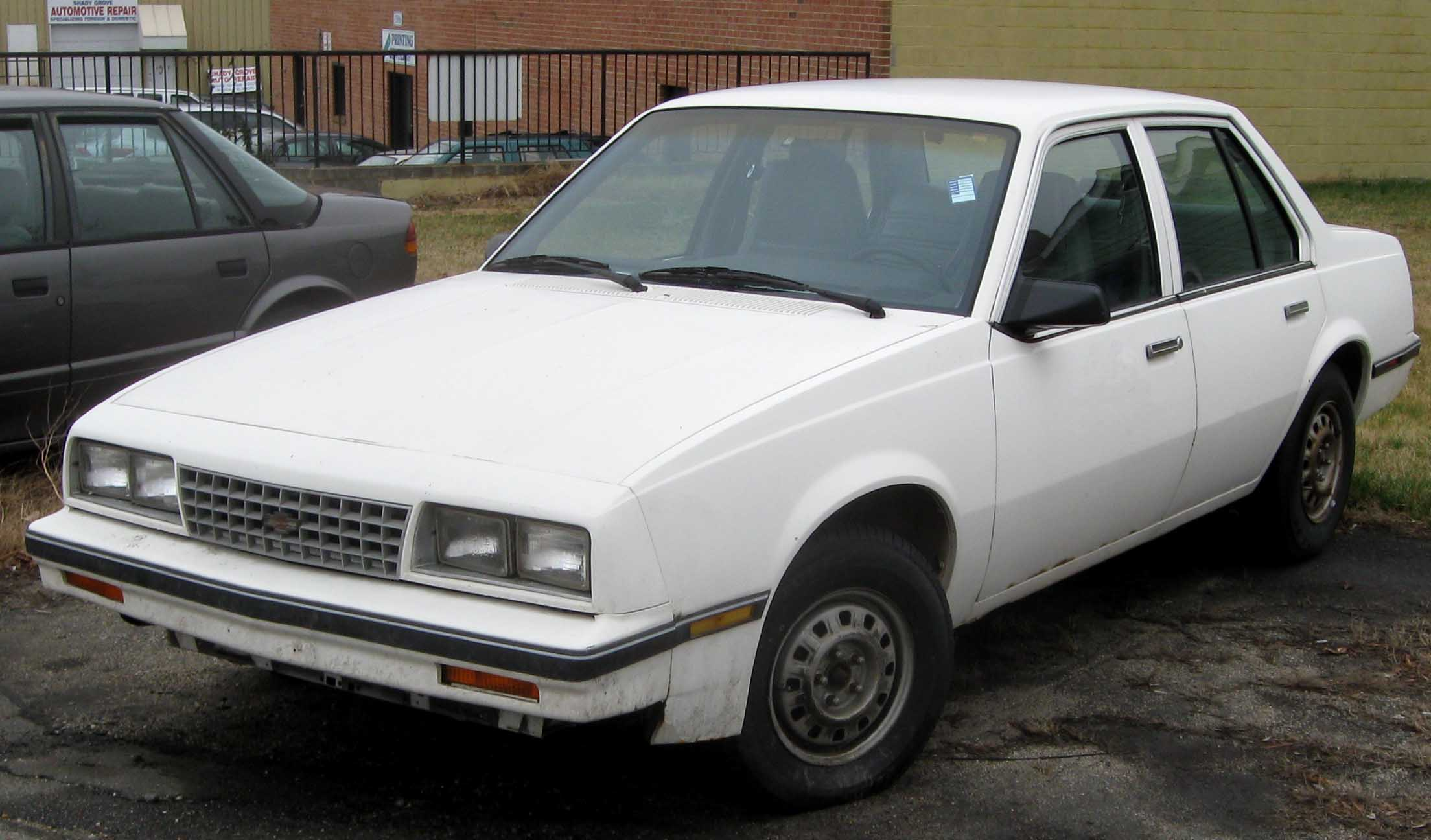
Chevrolet Cavalier
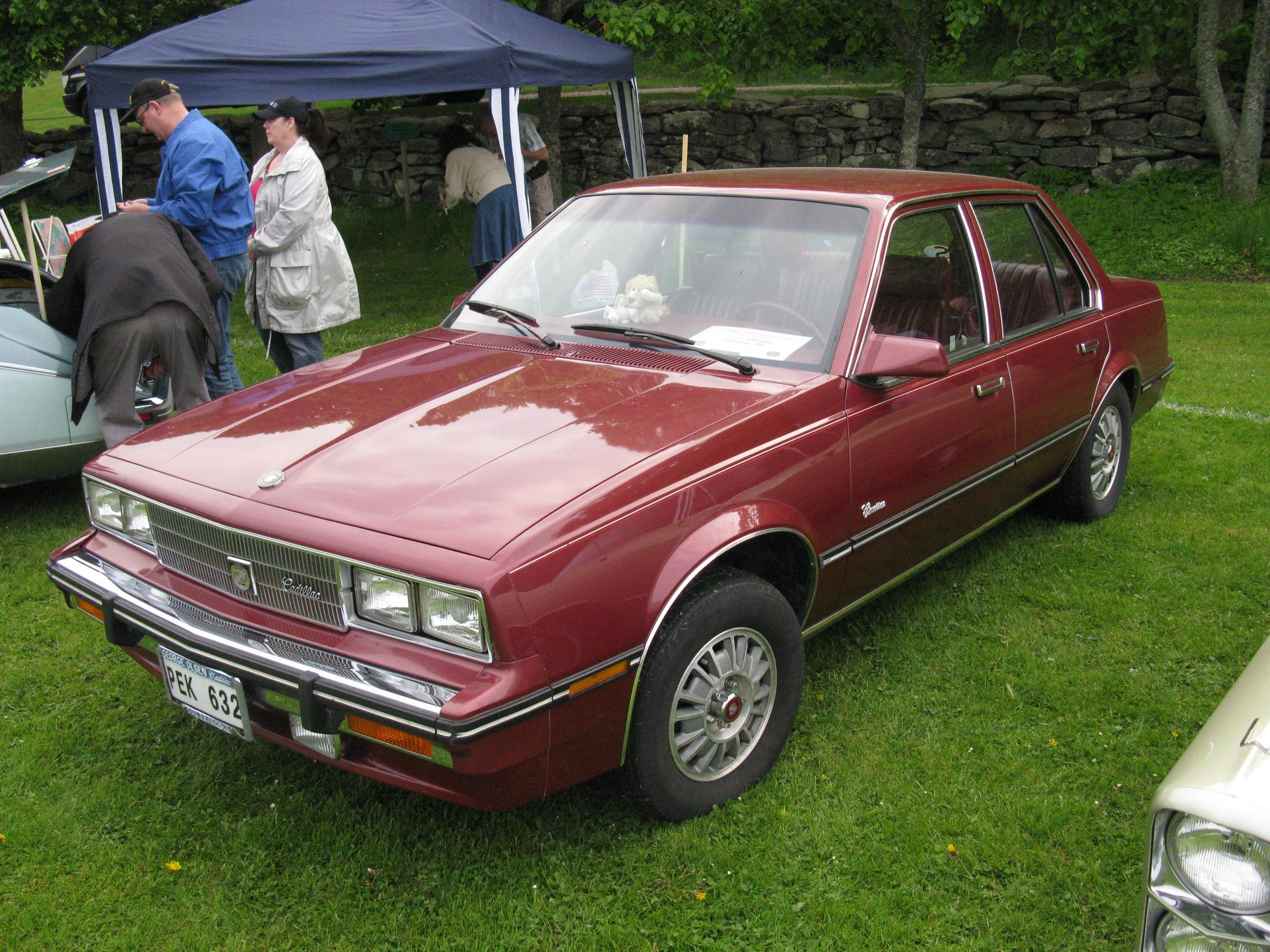
Cadillac Cimarron
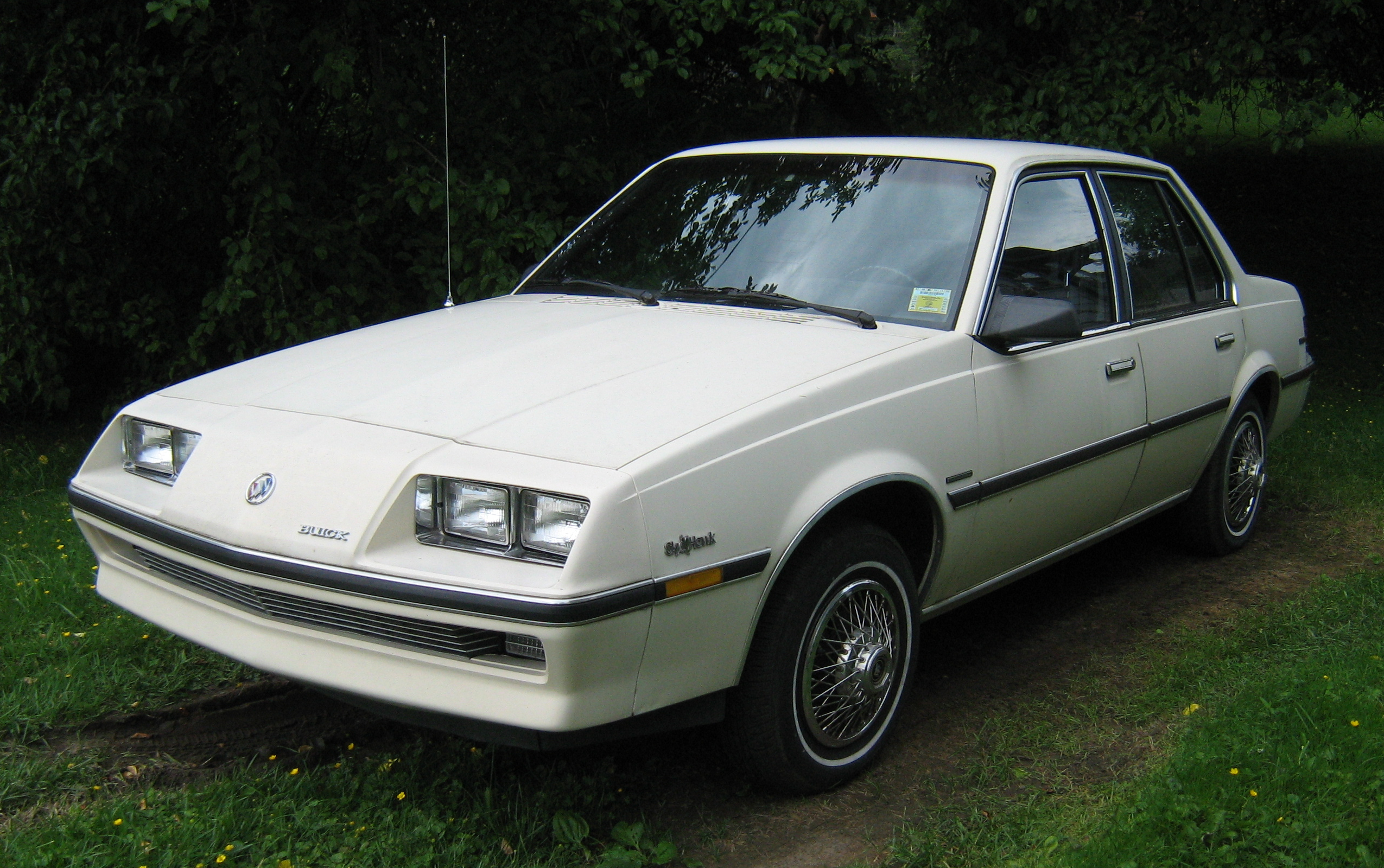
Buick Skyhawk
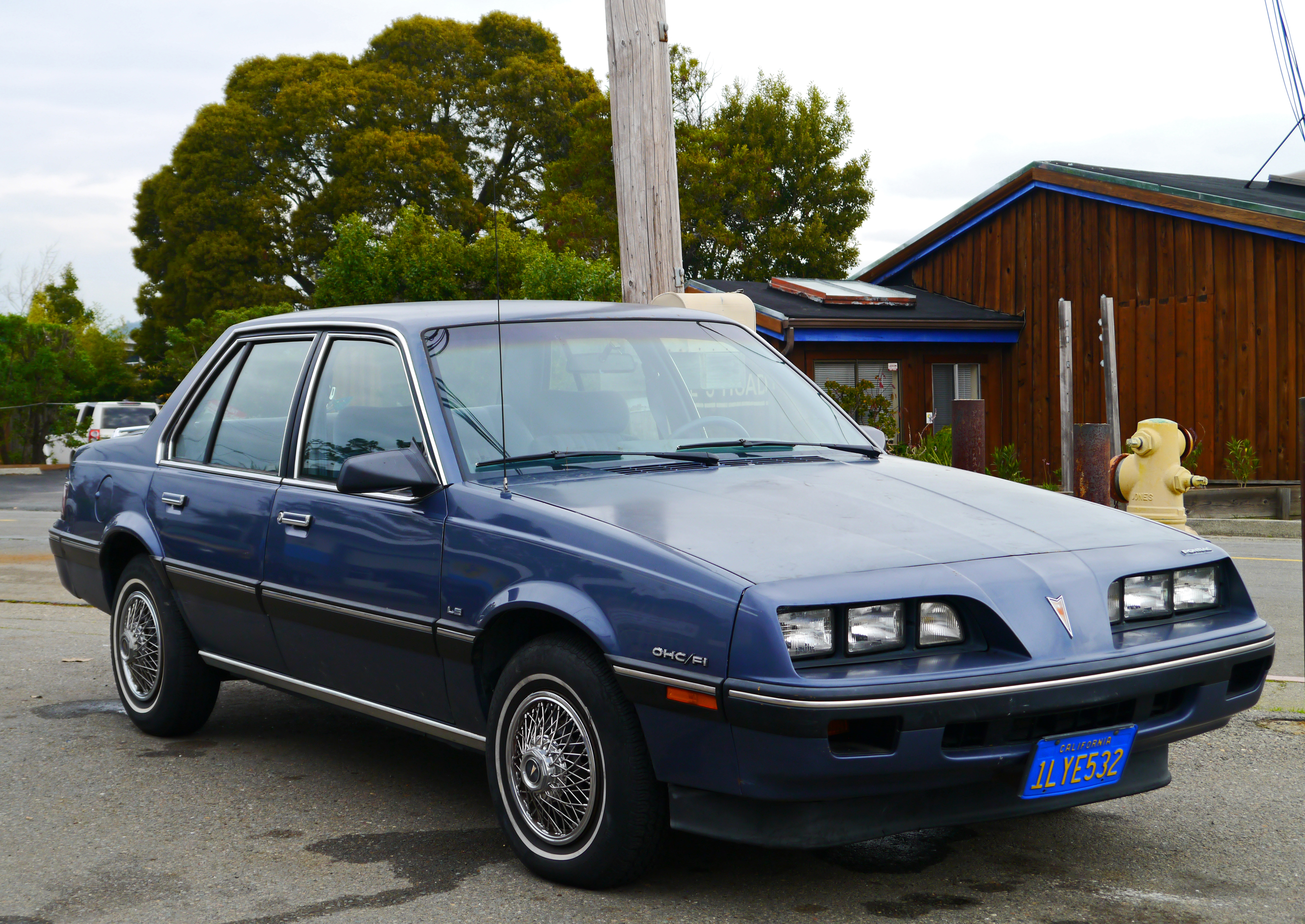
Pontiac J2000
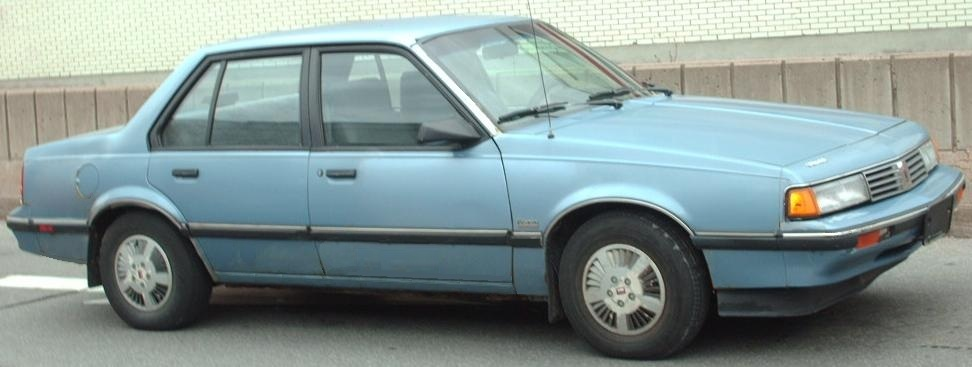
Oldsmobile Firenza